# La ecología de la libertad
La ecología de la libertad (del inglés The Ecology of Freedom: The Emergence and Dissolution of Hierarchy) es un libro escrito en 1982 por Murray Bookchin en la línea 
del ecoanarquismo. Es una síntesis de ecología, antropología, la teoría política que señala la contradicción entre imposición y libertad en la cultura humana, tanto entre seres humanos como de la humanidad hacia la naturaleza. 
Teniendo en cuenta, según las observaciones del libro, de que en la naturaleza prevalece la cooperación, la simbiosis y el comportamiento emergente (procesos llamados por Bookchin redes de alimentación y círculos de interdependencia), propone como alternativa al capitalismo contemporáneo al desarrollo sostenible, la tecnología apropiada y especialmente la ecología social. 